# Продуктивний горизонт
Продуктивний горизонт (рос. продуктивный горизонт, англ. producing horizon, stratum, нім. produktiver Horizont m) — у нафто-, газовидобуванні — витриманий по площі пласт-колектор (продуктивний пласт) чи група пластів-колекторів усередині нафтогазоносного комплексу з єдиною гідродинамічною системою, що містить рухомі вуглеводні у вільній фазі та здатний віддавати їх у кількостях, які мають промислове значення. Контролюється регіональною або зональною покришкою. Потенціал продуктивного горизонту залежить від літологічного складу породи, ефективної потужності пласта, колекторних властивостей (об'єму порового простору), міри нафто- і (або) газонасичення, величини в'язкості флюїду і термобаричних умов, а також від способів і інтенсивності фізико-хімічних методів впливу на пласт при розробці родовища з метою підвищення його нафто- і (або) газовіддачі. Продуктивний горизонт є основним об'єктом підрахунку запасів нафти і газу.